# Six Jours de Columbus
Les Six Jours de Columbus sont une course cycliste de six jours disputée à Columbus, aux États-Unis. Une seule édition a lieu en 1940.

## Palmarès
| Année | Vainqueur                   | Deuxième                    | Troisième                    |
| ----- | --------------------------- | --------------------------- | ---------------------------- |
| 1940  | Gustav Kilian Henry O'Brien | Alfred Crossley Cecil Yates | Jules Audy Cesare Moretti Jr |